# Du lịch Halal

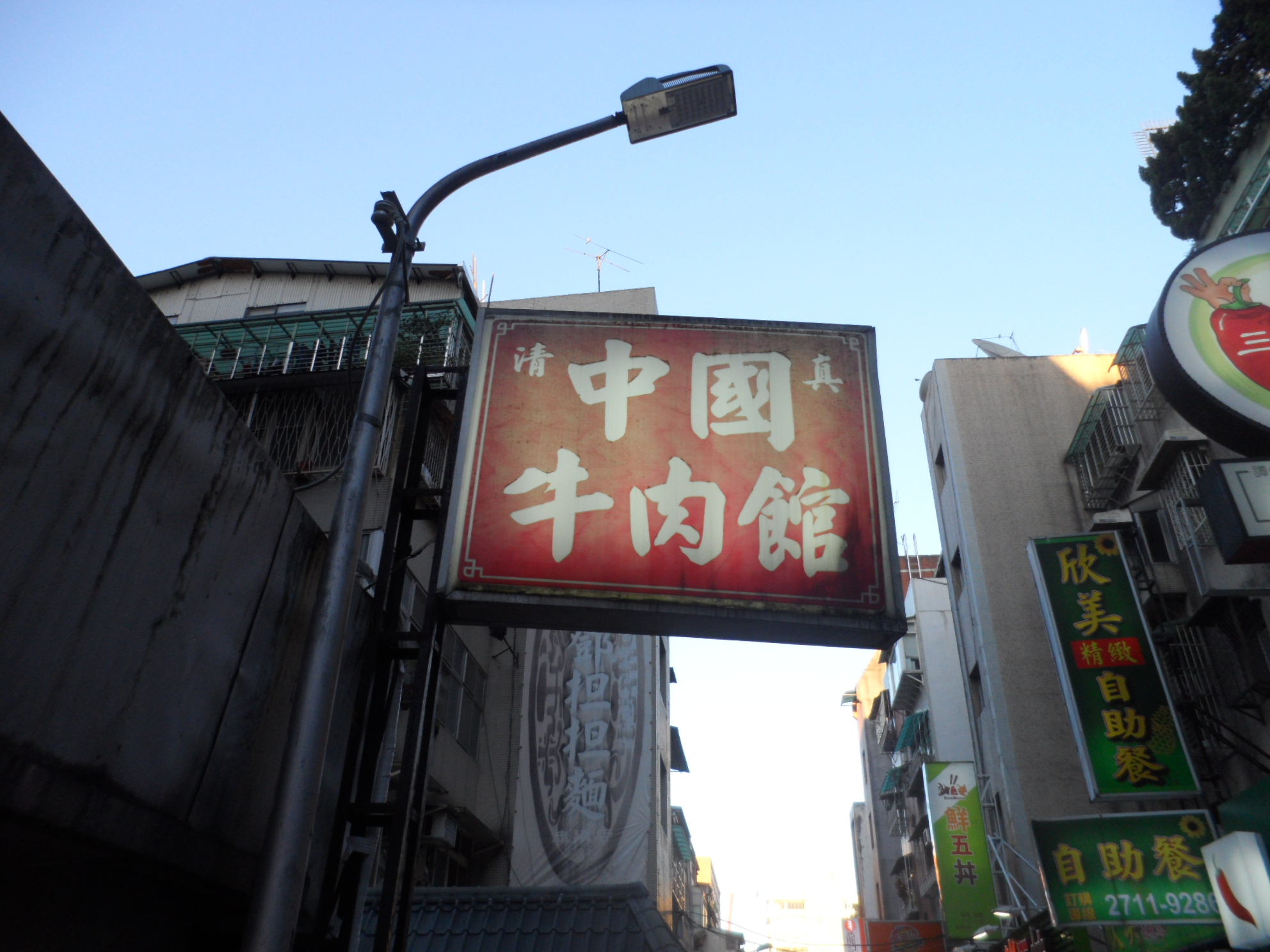
Nhà hàng Halal phục vụ ẩm thực Trung Hoa tại Đài Bắc, Đài Loan

Du lịch Halal (đôi khi được gọi là lữ hành Halal hay là du lịch thân thiện với người Islam giáo) là một thể loại du lịch hướng đến khách hàng là các hộ gia đình Islam giáo vâng theo lề luật đạo Islam. Tại những địa điểm du lịch Halal, các khách sạn không phục vụ thức uống có cồn, bố trí khu vực hồ bơi và cơ sở dịch vụ spa riêng cho nam giới và nữ giới, phục vụ đồ ăn cùng thức uống Halal, có gian cầu kinh trong mỗi phòng nghỉ và nơi đại sảnh. Trong quá trình thiết kế gói du lịch Halal, các nhân viên đại lý du lịch phải làm theo hướng dẫn về tuân thủ tiêu chuẩn Halal. Các quốc gia như Malaysia, Thổ Nhĩ Kỳ và một số quốc gia khác cung cấp cơ sở hạ tầng phù hợp với tín ngưỡng của du khách Islam giáo để thu hút khách du lịch. Hiện nay, chưa có một bộ tiêu chuẩn nào về du lịch Halal được quốc tế công nhận.
Ngành du lịch Halal cũng cung cấp các chuyến bay không cồn và không phục vụ thịt heo, có thông báo giờ cầu kinh, cùng phát sóng các chương trình tôn giáo để phục vụ nhu cầu giải trí của hành khách trong suốt chuyến bay.
Nhiều khách sạn quốc tế phục vụ thực phẩm Halal sử dụng phương pháp giết mổ phù hợp với giáo luật Sharia và không sử dụng bất kỳ nguyên liệu bất hợp pháp nào trong chế biến thực phẩm (chẳng hạn như thịt heo và thức uống có cồn). Một số khách sạn còn sử dụng nhân lực đến từ các quốc gia Islam giáo để cung cấp dịch vụ dịch thuật cùng nhiều công tác hỗ trợ khác khi có nhu cầu cho du khách đến từ các nước Islam giáo.